# درگیری حزب‌الله و اسرائیل
حزب‌الله لبنان، یک حزب سیاسی اسلامگرای شیعه و سازمان شبه‌نظامی است که در سال ۱۹۸۵ در لبنان تأسیس شد. این سازمان در درگیری طولانی‌مدت با اسرائیل به عنوان بخشی از جنگ نیابتی ایران و اسرائیل و درگیری اسرائیل و لبنان درگیر بوده است. درگیری حزب‌الله و اسرائیل، به‌ویژه در بحبوحه جنگ غزه که از ۲۰۲۳ آغاز گشت، تشدید شد. در تشدید عمده نبرد اسرائیل با حزب‌الله در اواخر ۲۰۲۴، اسرائیل، رهبر دیرینه این سازمان، سید حسن نصرالله را کشت و حمله زمینی علیه این گروه را در جنوب لبنان آغاز کرد.

## تاریخچه

#### ۱۹۸۲: جنگ در لبنان و تأسیس حزب‌الله
تاریخ حزب‌الله به‌طور جدایی‌ناپذیر با مقاومت مسلحانه علیه اسرائیل پیوند خورده است. این جنبش اسلامگرای شیعی در ژوئن ۱۹۸۲ در واکنش به «عملیات صلح برای الجلیل» ایجاد شد، زمانی که اسرائیل به لبنان در تلاش برای از بین بردن سازمان آزادی‌بخش فلسطین (ساف) که از دهه ۱۹۶۰ به آنجا پناهنده شده بود، حمله کرد. نخستین درگیری دو طرف در میانه جنگ داخلی لبنان رخ داد، زیرا ایران به‌طور فزاینده‌ای درگیر امور داخلی لبنان شد. با کمک مالی نظام جمهوری اسلامی ایران و آموزش و نظارت سپاه پاسداران انقلاب اسلامی، حزب‌الله در لبنان تحت اشغال سوریه توسط روحانیون مذهبی مختلف در بحبوحه جنگ ۱۹۸۲ لبنان، عمدتاً به عنوان یک نیروی خمینیستی در مخالفت با دولت آزاد لبنان و اسرائیل در اشغال جنوب لبنان تشکیل شد. حزب‌الله، جنوب لبنان را کنترل می‌کند و توسط جمهوری اسلامی، حمایت و تأمین مالی می‌شود و به عنوان نماینده آن‌ها در جنگ‌های منطقه‌ای، عمل می‌کند. از زمان پیدایش حزب‌الله تا به امروز، از بین بردن دولت اسرائیل، یک هدف اولیه برای حزب‌الله بوده است. حزب‌الله، نه تنها با دولت و سیاست‌های دولت اسرائیل، مخالف است، بلکه با تک تک غیرنظامیان یهودی ساکن در اسرائیل نیز مخالف است. در مانیفست سال ۱۹۸۵ آن آمده است: «مبارزه ما تنها زمانی پایان خواهد یافت که این موجودیت اسرائیل محو شود. ما هیچ معاهده‌ای با آن، هیچ آتش‌بس و هیچ توافقنامه صلحی را به رسمیت نمی‌شناسیم.»

## گاه‌شمار
تعاملات بین اسرائیل و حزب‌الله، بخشی از جنگ نیابتی ایران و اسرائیل است، از جمله:
- درگیری جنوب لبنان (۱۹۸۵–۲۰۰۰)، که در آن حزب‌الله، نیروی اصلی مخالف اسرائیل و ارتش جنوب لبنان بود.
- درگیری ۲۰۰۰–۲۰۰۶ مزارع شبعا، درگیری مرزی سطح پایین بین حزب‌الله و اسرائیل
- جنگ ۲۰۰۶ اسرائیل و لبنان، درگیری نظامی بین حزب‌الله و اسرائیل
- حادثه ژانویه ۲۰۱۵ مزرعه امل و حادثه ژانویه ۲۰۱۵ مزارع شبعا بین حزب‌الله و اسرائیل
- حوادث خط آتش‌بس اسرائیل و سوریه در طول جنگ داخلی سوریه
- درگیری ایران و اسرائیل در طول جنگ داخلی سوریه
- عملیات سپر شمالی
- درگیری ۲۰۲۳ اسرائیل و لبنان
- درگیری اسرائیل و حزب‌الله (۲۰۲۳–۲۰۲۴)
- حمله اسرائیل به لبنان (۲۰۲۴–اکنون)